# Мейерс, Арон
Арон Мейерс (нидерл. Aaron Meijers; родился 28 сентября 1987 года, Делфт) — нидерландский футболист, защитник и полузащитник клуба «Волендам».

## Карьера
Родившись в Делфте, Арон начинал спортивную карьеру в лёгкой атлетике, пойдя по стопам своей сестры. После переезда его семьи в Андейк, он начал играть в местной футбольной команде. Его первый тренер — Эдвин Хогланд. Позже он оказался в клубе «Волендам». Его дебют в первой команде состоялся 27 октября 2006 года в матче с «Гоу Эхед Иглз».
В марте 2012 года Арон подписал двухлетний контракт с клубом АДО Ден Хааг. В марте 2014 года клуб продлил контракт с Мейерсом ещё на два сезона.
В июне 2020 года перешёл на правах аренды в роттердамскую «Спарту».
В мае 2023 года подписал однолетний контракт с «Валвейком».
Летом 2025 года вернулся в «Волендам», подписав контракт на один сезон.